# Malmkrog
Malmkrog è un film del 2020 diretto da Cristi Puiu, tratto da Tre dialoghi su guerra, morale e religione di Vladimir Solov'ëv. 
Il film è stato presentato in anteprima mondiale il 21 febbraio 2020 come film di apertura della nuova sezione Incontri della Berlinale.

## Trama
Il film presenta una serie di conversazioni, tutte condotte in francese, come era comune negli ambienti della nobiltà russa dell'epoca.
L'aristocratica famiglia Nikolais riunisce un illustre gruppo che discute di guerra, pace, moralità, morte e dell'Anticristo. I protagonisti sono due uomini e tre donne che discutono con trasporto, per un’intera giornata, di temi filosofici morali e religiosi. 
Il film è articolato in sei capitoli, ognuno intitolato col nome di un personaggio: I Ingrida, II Istvan, III Edouard, IV Nikolaj, V Olga, VI Madeleine. 
La lunga discussione, che nel romanzo è ambientata nel giorno di Natale in Costa Azzurra, si svolge in un castello in Transilvania.

## Distribuzione
Questo film è stato trasmesso in prima visione in Italia su Rai 3 nella notte del 6 novembre 2021.

## Riconoscimenti
- 2020, Premio per la Miglior Regia nella sezione Encounters della Berlinale